# Antoni (Krotewycz)
Antoni, imię świeckie Boris Nikolajewicz Krotiewicz lub Krotewycz (ur. 20 lipca?/1 sierpnia 1889 w Bohusławiu, zm. 21 listopada 1973 w Małachowce) – biskup Rosyjskiego Kościoła Prawosławnego.

## Życiorys
Był synem kapłana prawosławnego. Ukończył II gimnazjum klasyczne w Kijowie, po czym podjął studia medyczne w tym samym mieście. Przerwał je jednak po roku i rozpoczął z kolei studia na Kijowskiej Akademii Duchownej. Ukończył je w 1914. W tym samym roku ożenił się, po czym został wyświęcony na diakona, a następnie (14 sierpnia 1914) na kapłana. Służył w cerkwi Podwyższenia Krzyża Pańskiego w Pirohowie. Następnie od 1917 do 1919 był proboszczem parafii św. Katarzyny na Cmentarzu Łukjanowskim w Kijowie. W 1919 otrzymał godność protoprezbitera i został proboszczem cerkwi na Cmentarzu Bajkowym oraz dziekanem 3 dekanatu kijowskiego.
W latach 1920 był duchownym Żywej Cerkwi i członkiem konsystorza eparchii kijowskiej w tejże jurysdykcji. Jego losy do końca dekady są nieznane. W 1931 był już ponownie kapłanem Rosyjskiego Kościoła Prawosławnego i proboszczem cerkwi Mądrości Bożej w Moskwie. W roku następnym pełnił funkcję proboszcza przy soborze Narodzenia Pańskiego w Kowrowie oraz dziekana dekanatu kowrowskiego (eparchia włodzimierska i suzdalska). W tym samym roku zdołał obronić dysertację na stopień kandydata nauk teologicznych. W 1933 był proboszczem parafii Wprowadzenia Matki Bożej do Świątyni w Iwanowie, zaś w roku następnym proboszczem parafii przy soborze w Oriechowie-Zujewie i dziekanem miejscowego dekanatu. W 1935 uzyskał kanoniczny rozwód z żoną. W 1937 został proboszczem parafii w Pierowie (eparchia moskiewska) i dziekanem dekanatów uchtomskiego i ramieńskiego. W tym samym roku został oskarżony o prowadzenie propagandy antyradzieckiej i skazany na pięć lat łagru; wyrok odbył w całości.
Od 1944 służył w eparchii żytomierskiej. 11 sierpnia tego roku w Ławrze Pieczerskiej złożył wieczyste śluby mnisze przed ihumenem Kronidem i przyjął imię mnisze Antoni, na cześć św. Antoniego Pieczerskiego. 14 sierpnia 1944 w soborze św. Włodzimierza w Kijowie odbyła się jego chirotonia na biskupa żytomierskiego i owruckiego, w której jako konsekratorzy udział wzięli egzarcha Ukrainy, metropolita kijowski Jan oraz biskup dniepropetrowski i zaporoski Andrzej. Po dwóch latach biskup Antoni został przeniesiony na katedrę kostromską, otrzymując równocześnie obowiązki locum tenens eparchii jarosławskiej i rostowskiej. W 1952 został podniesiony do godności arcybiskupiej, jednak już rok później na własną prośbę przeszedł w stan spoczynku.
W 1954 Święty Synod Rosyjskiego Kościoła Prawosławnego mianował go biskupem tulskim i bielowskim, zaś od 1958 także locum tenens eparchii rostowskiej i nowoczerkaskiej. W 1961 otrzymał godność metropolity i objął katedrę mińską i białoruską. W tym samym roku odszedł w stan spoczynku po raz drugi, jednak już w 1962 Synod ponownie mianował go metropolitą orłowskim i briańskim. Po rocznym zarządzaniu eparchią został przeniesiony w stan spoczynku po raz trzeci, jednak w 1964 został mianowany metropolitą iwanowskim i kineszemskim. W 1966 po raz drugi objął katedrę tulską i bielowską, jednak po kilku miesiącach odszedł w stan spoczynku. Częste przenoszenie biskupa z katedry na katedrę było praktyką typową dla lat 60. XX wieku, gdy władze radzieckie wznowiły prześladowania Rosyjskiego Kościoła Prawosławnego. Antoni (Krotewycz) regularnie popadał również w konflikty z duchowieństwem, jego despotyczny stosunek do kapłanów był przedmiotem skarg kierowanych do patriarchy. Duchowni oskarżali go także o uległą postawę wobec miejscowych władz, nieprzeciwstawianie się kolejnym kampaniom zamykania cerkwi, a nawet dobrowolne ustępstwa, szkodliwe dla działalności Cerkwi. W szczególności w Iwanowie, natychmiast po objęciu katedry, metropolita Antoni zgodził się na przekazanie władzom domu biskupiego z cerkwią, samochodów eparchialnych, jak również polecił zniszczyć archiwum administratury i rozdać zbiory biblioteczne.
Jego ostatnią katedrą była eparchia tambowska i miczurińska, jaką kierował w latach 1968-1970. W 1970, z powodu podeszłego wieku, odszedł w stan spoczynku i zamieszkał w Małachowce pod Moskwą, gdzie też trzy lata później zmarł. Został pochowany przy cerkwi Narodzenia Matki Bożej w Nikolskim-Trubieckim.